# Campeonato Europeu de Voleibol Masculino de 2011
O Campeonato Europeu de Voleibol Masculino de 2011 foi a 27ª edição deste torneio bianual que reúne as principais seleções europeias de voleibol masculino. A Confederação Europeia de Voleibol (CEV) foi a responsável pela organização do campeonato. Ocorreu na Áustria e na República Tcheca entre 10 e 18 de setembro de 2011. A seleção da Sérvia sagrou-se campeã do torneio e juntamente com a Itália, vice-campeã, classificou-se para a Copa do Mundo de Voleibol Masculino de 2011.

## Escolha da sede
Em 24 de abril de 2008 a Confederação Europeia de Voleibol anunciou que havia cinco candidaturas a países candidatos à sede do Campeonato Europeu de Voleibol Masculino de 2011 envolvendo sete países, o maior número de candidaturas da história do torneio. São elas:
- Áustria e  Chéquia (Vencedores)
- Bulgária e  Grécia
- Dinamarca
- França
- Países Baixos

O anúncio da candidatura vencedora (Áustria e República Checa) ocorreu no dia 27 de setembro de 2008, na XXIX Assembleia Geral da CEV em Madri (Espanha) juntamente com o das cidades escolhidas para sediar os jogos do Campeonato Europeu de Voleibol Masculino de 2011.
No dia 19 de janeiro de 2009 o contrato de organização do torneio foi assinado em Praga (República Checa).
| Viena                              | Innsbruck                               | Praga                      | Karlovy Vary              |
| ---------------------------------- | --------------------------------------- | -------------------------- | ------------------------- |
| Wiener Stadthalle Capacidade: 9589 | Olympiahalle Innsbruck Capacidade: 8000 | O2 Arena Capacidade: 17000 | KV Arena Capacidade: 6000 |
|                                    |                                         |                            |                           |

## Países participantes

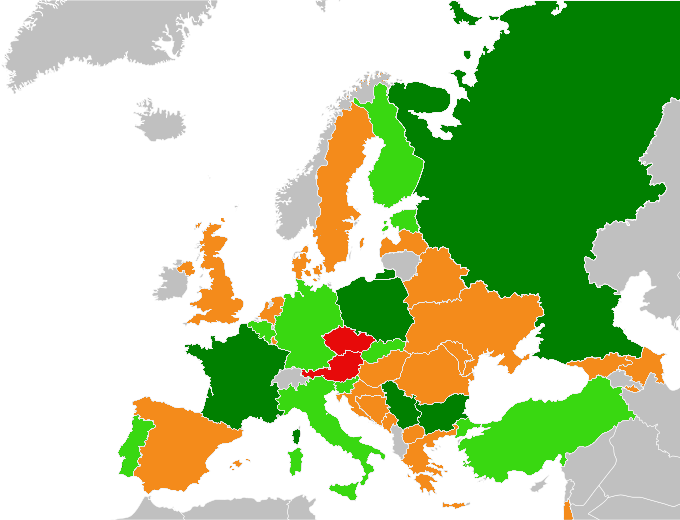
Países que almejavam disputar para o Campeonato Europeu de Voleibol Masculino de 2011

| sedes do campeonato classificação através do Campeonato Europeu de Voleibol Masculino de 2009 classificação através do torneio classificatório não classificados |

| Equipe     | Qualificação                 | Última participação             |
| ---------- | ---------------------------- | ------------------------------- |
| Áustria    | País-sede                    | Áustria 1999                    |
| Chéquia    | País-sede                    | Turquia 2009                    |
| Polônia    | 1º lugar Turquia 2009        | Turquia 2009                    |
| França     | 2º lugar Turquia 2009        | Turquia 2009                    |
| Bulgária   | 3º lugar Turquia 2009        | Turquia 2009                    |
| Rússia     | 4º lugar Turquia 2009        | Turquia 2009                    |
| Sérvia     | 5º lugar Turquia 2009        | Turquia 2009                    |
| Eslovênia  | 1º do grupo A - segunda fase | Turquia 2009                    |
| Finlândia  | 1º do grupo B - segunda fase | Turquia 2009                    |
| Eslováquia | 1º do grupo C - segunda fase | Turquia 2009                    |
| Alemanha   | 1º do grupo D - segunda fase | Turquia 2009                    |
| Itália     | 1º do grupo E - segunda fase | Turquia 2009                    |
| Portugal   | 1º do grupo F - segunda fase | Itália/Sérvia e Montenegro 2005 |
| Bélgica    | Terceira fase                | Rússia 2007                     |
| Turquia    | Terceira fase                | Turquia 2009                    |
| Estônia    | Terceira fase                | Turquia 2009                    |

## Fórmula do campeonato
As dezesseis seleções foram divididas em quatro grupos de quatro equipes cada de acordo com sorteio realizado em 21 de outubro de 2010 em Praga, República Checa. Na primeira fase, todas as seleções jogam entre si dentro de seus respectivos grupos em turno único.
O primeiro colocado de cada grupo está automaticamente classificado para as quartas-de-final. Já os segundo e o terceiro colocados disputarão uma etapa eliminatória de repescagem: o segundo colocado do grupo A enfrentará o terceiro do C em jogo único e eliminatório e vice-versa; analogamente, os times do grupo B enfrentarão os do grupo D.
Das quartas-de-final em diante realizam-se os jogos eliminatórios até que se conheça a equipe campeã.
O campeão do torneio se classifica automaticamente para a Copa do Mundo de 2011, que será realizada no Japão. O segundo colocado também poderia se classificar caso fosse um dos quatro melhores segundos colocados ds campeonatos continentais de 2011 do ranking da FIVB. Os cinco primeiros colocados estarão automaticamente classificados para o Campeonato Europeu de Voleibol Masculino de 2013, que será realizado na Polônia e na Dinamarca. 

## Primeira fase
- Horários UTC+2.

### Grupo A -Viena
Classificação
|     |           |     | Jogos | Jogos | Jogos | Sets | Sets | Sets  | Pontos | Pontos | Pontos |
| Pos | Equipe    | Pts | T     | V     | D     | V    | P    | R     | V      | P      | R      |
| --- | --------- | --- | ----- | ----- | ----- | ---- | ---- | ----- | ------ | ------ | ------ |
| 1   | Sérvia    | 9   | 3     | 3     | 0     | 9    | 1    | 9.000 | 248    | 185    | 1.341  |
| 2   | Eslovênia | 5   | 3     | 2     | 1     | 7    | 5    | 1.400 | 255    | 262    | 0.973  |
| 3   | Turquia   | 4   | 3     | 1     | 2     | 5    | 6    | 0.833 | 232    | 238    | 0.975  |
| 4   | Áustria   | 0   | 3     | 0     | 3     | 0    | 9    | 0.000 | 175    | 225    | 0.778  |

Resultados
| Data   | Hora  |               | Placar |              | Set 1 | Set 2 | Set 3 | Set 4 | Set 5 | Total | Relatório |
| ------ | ----- | ------------- | ------ | ------------ | ----- | ----- | ----- | ----- | ----- | ----- | --------- |
| 10 Set | 15:30 | ' Eslovênia ' | 3–0    | Áustria      | 25-20 | 25-21 | 25-20 |       |       | 75–0  | 75-61     |
| 10 Set | 20:00 | ' Sérvia '    | 3–0    | Turquia      | 25-16 | 25-18 | 25-20 |       |       | 75–0  | 75-54     |
| 11 Set | 15:30 | Eslovênia     | 1–3    | ' Sérvia'    | 9-25  | 23-25 | 25-23 | 23-25 |       | 80–0  | 80-98     |
| 11 Set | 20:10 | Áustria       | 0–3    | ' Turquia'   | 21-25 | 22-25 | 20-25 |       |       | 63–0  | 63-75     |
| 12 Set | 15:30 | Turquia       | 2–3    | ' Eslovênia' | 18-25 | 23-25 | 25-16 | 25-19 | 12-15 | 103–0 | 103-100   |
| 12 Set | 20:10 | Áustria       | 0–3    | ' Sérvia'    | 16-25 | 19-25 | 16-25 |       |       | 51–0  | 51-75     |

### Grupo B -Karlovy Vary
Classificação
|     |          |     | Jogos | Jogos | Jogos | Sets | Sets | Sets  | Pontos | Pontos | Pontos |
| Pos | Equipe   | Pts | T     | V     | D     | V    | P    | R     | V      | P      | R      |
| --- | -------- | --- | ----- | ----- | ----- | ---- | ---- | ----- | ------ | ------ | ------ |
| 1   | Rússia   | 9   | 3     | 3     | 0     | 9    | 1    | 9.000 | 248    | 179    | 1.385  |
| 2   | Chéquia  | 5   | 3     | 2     | 1     | 6    | 5    | 1.200 | 232    | 228    | 1.018  |
| 3   | Estônia  | 3   | 3     | 1     | 2     | 3    | 6    | 0.500 | 182    | 212    | 0.858  |
| 4   | Portugal | 1   | 3     | 0     | 3     | 3    | 9    | 0.333 | 236    | 279    | 0.846  |

Resultados
| Data   | Hora  |             | Placar |            | Set 1 | Set 2 | Set 3 | Set 4 | Set 5 | Total | Relatório |
| ------ | ----- | ----------- | ------ | ---------- | ----- | ----- | ----- | ----- | ----- | ----- | --------- |
| 10 Set | 15:00 | ' Rússia '  | 3–0    | Estônia    | 25-17 | 25-19 | 25-17 |       |       | 75–0  | 75-53     |
| 10 Set | 18:00 | Portugal    | 2–3    | ' Chéquia' | 20-25 | 25-20 | 25-21 | 18-25 | 13-15 | 101–0 | 99-106    |
| 11 Set | 15:00 | Portugal    | 1–3    | ' Rússia'  | 15-25 | 25-23 | 22-25 | 13-25 |       | 75–0  | 75-98     |
| 11 Set | 18:00 | ' Chéquia ' | 3–0    | Estônia    | 25-20 | 25-14 | 25-20 |       |       | 75–0  | 75-54     |
| 12 Set | 15:00 | ' Estônia ' | 3–0    | Portugal   | 25-23 | 25-17 | 25-22 |       |       | 75–0  | 75-62     |
| 12 Set | 18:00 | Chéquia     | 0–3    | ' Rússia'  | 19-25 | 14-25 | 18-25 |       |       | 51–0  | 51-75     |

### Grupo C -Innsbruck
Classificação
|     |           |     | Jogos | Jogos | Jogos | Sets | Sets | Sets  | Pontos | Pontos | Pontos |
| Pos | Equipe    | Pts | T     | V     | D     | V    | P    | R     | V      | P      | R      |
| --- | --------- | --- | ----- | ----- | ----- | ---- | ---- | ----- | ------ | ------ | ------ |
| 1   | Itália    | 7   | 3     | 2     | 1     | 8    | 4    | 2.000 | 280    | 267    | 1.049  |
| 2   | França    | 5   | 3     | 2     | 1     | 7    | 6    | 1.167 | 323    | 312    | 1.035  |
| 3   | Finlândia | 3   | 3     | 1     | 2     | 4    | 6    | 0.667 | 238    | 243    | 0.979  |
| 4   | Bélgica   | 3   | 3     | 1     | 2     | 4    | 7    | 0.571 | 266    | 285    | 0.933  |

Resultados
| Data   | Hora  |               | Placar |           | Set 1 | Set 2 | Set 3 | Set 4 | Set 5 | Total | Relatório |
| ------ | ----- | ------------- | ------ | --------- | ----- | ----- | ----- | ----- | ----- | ----- | --------- |
| 10 Set | 15:00 | ' França '    | 3–1    | Finlândia | 25-14 | 17-25 | 31-29 | 28-26 |       | 101–0 | 101-94    |
| 10 Set | 18:00 | Bélgica       | 1–3    | ' Itália' | 25-22 | 18-25 | 27-29 | 15-25 |       | 85–0  | 85-101    |
| 11 Set | 15:00 | ' Bélgica '   | 3–1    | França    | 31-29 | 34-36 | 25-20 | 26-24 |       | 116–0 | 116-109   |
| 11 Set | 18:00 | ' Itália '    | 3–0    | Finlândia | 25-23 | 27-25 | 25-21 |       |       | 77–0  | 77-69     |
| 12 Set | 16:00 | ' Finlândia ' | 3–0    | Bélgica   | 25-21 | 25-22 | 25-22 |       |       | 75–0  | 75-65     |
| 12 Set | 19:00 | Itália        | 2-3    | França    | 28-26 | 25-22 | 17-25 | 21-25 | 11-15 | 102–0 | 102-113   |

### Grupo D -Praga
Classificação
|     |            |     | Jogos | Jogos | Jogos | Sets | Sets | Sets  | Pontos | Pontos | Pontos |
| Pos | Equipe     | Pts | T     | V     | D     | V    | P    | R     | V      | P      | R      |
| --- | ---------- | --- | ----- | ----- | ----- | ---- | ---- | ----- | ------ | ------ | ------ |
| 1   | Eslováquia | 8   | 3     | 3     | 0     | 9    | 4    | 2.250 | 313    | 300    | 1.043  |
| 2   | Bulgária   | 7   | 3     | 2     | 1     | 8    | 5    | 1.600 | 310    | 295    | 1.051  |
| 3   | Polônia    | 3   | 3     | 1     | 2     | 5    | 7    | 0.714 | 276    | 278    | 0.993  |
| 4   | Alemanha   | 0   | 3     | 0     | 3     | 3    | 9    | 0.333 | 274    | 300    | 0.913  |

Resultados
| Data   | Hora  |                | Placar |               | Set 1 | Set 2 | Set 3 | Set 4 | Set 5 | Total | Relatório |
| ------ | ----- | -------------- | ------ | ------------- | ----- | ----- | ----- | ----- | ----- | ----- | --------- |
| 10 Set | 15:00 | ' Eslováquia ' | 3–2    | Bulgária      | 26-24 | 27-25 | 24-26 | 19-25 | 17-15 | 113–0 | 113-115   |
| 10 Set | 18:00 | Alemanha       | 1–3    | ' Polônia'    | 19-25 | 20-25 | 25-22 | 22-25 |       | 86–0  | 86-97     |
| 11 Set | 15:00 | Alemanha       | 1–3    | ' Eslováquia' | 23-25 | 26-24 | 24-26 | 25-27 |       | 98–0  | 98-102    |
| 11 Set | 18:00 | Polônia        | 1–3    | ' Bulgária'   | 25-19 | 22-25 | 22-25 | 23-25 |       | 92–0  | 92-94     |
| 12 Set | 15:00 | ' Bulgária '   | 3–1    | Alemanha      | 25-16 | 25-27 | 26-24 | 25-23 |       | 101–0 | 101-90    |
| 12 Set | 18:00 | Polônia        | 1–3    | ' Eslováquia' | 25-23 | 21-25 | 18-25 | 23-25 |       | 87–0  | 87-98     |

## Fase final
|  | Qualificação | Qualificação | Qualificação |           |   | Quartas-de-final | Quartas-de-final | Quartas-de-final |  |  | Semifinais     | Semifinais     | Semifinais     |                |  | Final  | Final   | Final |
|  |              |              |              |           |   |                  |                  |                  |  |  |                |                |                |                |  |        |         |       |
|  |              |              |              |           |   |                  |                  |                  |  |  |                |                |                |                |  |        |         |       |
|  |              | A1           | Sérvia       | 3         |   |                  |                  |                  |  |  |                |                |                |                |  |        |         |       |
|  |              |              |              | 3         |   |                  |                  |                  |  |  |                |                |                |                |  |        |         |       |
|  |              |              |              | França    | 1 |                  |                  |                  |  |  |                |                |                |                |  |        |         |       |
|  | C2           | França       | 3            | França    | 1 |                  |                  |                  |  |  |                |                |                |                |  |        |         |       |
|  | C2           | França       | 3            |           |   |                  |                  |                  |  |  |                |                |                |                |  |        |         |       |
|  | A3           | Turquia      | 1            |           |   |                  |                  |                  |  |  |                |                |                |                |  |        |         |       |
|  | A3           | Turquia      | 1            |           |   |                  |                  |                  |  |  | Sérvia         | 3              |                |                |  |        |         |       |
|  |              |              |              |           |   |                  |                  |                  |  |  | Sérvia         | 3              |                |                |  |        |         |       |
|  |              |              | Rússia       | 2         |   |                  |                  |                  |  |  |                |                |                |                |  |        |         |       |
|  |              |              | Rússia       | 2         |   |                  |                  |                  |  |  |                |                |                |                |  |        |         |       |
|  |              |              |              |           |   |                  |                  |                  |  |  |                |                |                |                |  |        |         |       |
|  |              |              |              |           |   |                  |                  |                  |  |  |                |                |                |                |  |        |         |       |
|  |              | B1           | Rússia       | 3         |   |                  |                  |                  |  |  |                |                |                |                |  |        |         |       |
|  |              |              |              | 3         |   |                  |                  |                  |  |  |                |                |                |                |  |        |         |       |
|  |              |              |              | Bulgária  | 1 |                  |                  |                  |  |  |                |                |                |                |  |        |         |       |
|  | D2           | Bulgária     | 3            | Bulgária  | 1 |                  |                  |                  |  |  |                |                |                |                |  |        |         |       |
|  | D2           | Bulgária     | 3            |           |   |                  |                  |                  |  |  |                |                |                |                |  |        |         |       |
|  | B3           | Estônia      | 0            |           |   |                  |                  |                  |  |  |                |                |                |                |  |        |         |       |
|  | B3           | Estônia      | 0            |           |   |                  |                  |                  |  |  |                |                |                |                |  | Sérvia | 3       |       |
|  |              |              |              |           |   |                  |                  |                  |  |  |                |                |                |                |  | Sérvia | 3       |       |
|  |              |              | Itália       | 1         |   |                  |                  |                  |  |  |                |                |                |                |  |        |         |       |
|  |              |              | Itália       | 1         |   |                  |                  |                  |  |  |                |                |                |                |  |        |         |       |
|  |              |              |              |           |   |                  |                  |                  |  |  |                |                |                |                |  |        |         |       |
|  |              |              |              |           |   |                  |                  |                  |  |  |                |                |                |                |  |        |         |       |
|  |              | C1           | Itália       | 3         |   |                  |                  |                  |  |  | Terceiro lugar | Terceiro lugar | Terceiro lugar | Terceiro lugar |  |        |         |       |
|  |              |              |              | 3         |   |                  |                  |                  |  |  | Terceiro lugar | Terceiro lugar | Terceiro lugar | Terceiro lugar |  |        |         |       |
|  |              |              |              | Finlândia | 1 |                  |                  |                  |  |  |                |                |                |                |  |        |         |       |
|  | A2           | Eslovênia    | 2            | Finlândia | 1 |                  |                  |                  |  |  |                |                | Rússia         | 1              |  |        |         |       |
|  | A2           | Eslovênia    | 2            |           |   |                  |                  |                  |  |  |                |                | Rússia         | 1              |  |        |         |       |
|  | C3           | Finlândia    | 3            |           |   |                  |                  |                  |  |  |                |                |                |                |  |        | Polônia | 3     |
|  | C3           | Finlândia    | 3            |           |   |                  |                  |                  |  |  | Itália         | 3              |                |                |  |        | Polônia | 3     |
|  |              |              |              |           |   |                  |                  |                  |  |  | Itália         | 3              |                |                |  |        |         |       |
|  |              |              | Polônia      | 0         |   |                  |                  |                  |  |  |                |                |                |                |  |        |         |       |
|  |              |              | Polônia      | 0         |   |                  |                  |                  |  |  |                |                |                |                |  |        |         |       |
|  |              |              |              |           |   |                  |                  |                  |  |  |                |                |                |                |  |        |         |       |
|  |              |              |              |           |   |                  |                  |                  |  |  |                |                |                |                |  |        |         |       |
|  |              | D1           | Eslováquia   | 0         |   |                  |                  |                  |  |  |                |                |                |                |  |        |         |       |
|  |              |              |              | 0         |   |                  |                  |                  |  |  |                |                |                |                |  |        |         |       |
|  |              |              |              | Polônia   | 3 |                  |                  |                  |  |  |                |                |                |                |  |        |         |       |
|  | B2           | Chéquia      | 1            | Polônia   | 3 |                  |                  |                  |  |  |                |                |                |                |  |        |         |       |
|  | B2           | Chéquia      | 1            |           |   |                  |                  |                  |  |  |                |                |                |                |  |        |         |       |
|  | D3           | Polônia      | 3            |           |   |                  |                  |                  |  |  |                |                |                |                |  |        |         |       |

### Eliminatórias
Karlovy Vary
| Data   | Hora  |              | Placar |            | Set 1 | Set 2 | Set 3 | Set 4 | Set 5 | Total | Relatório |
| ------ | ----- | ------------ | ------ | ---------- | ----- | ----- | ----- | ----- | ----- | ----- | --------- |
| 14 Set | 15:00 | ' Bulgária ' | 3–0    | Estônia    | 25-20 | 25-23 | 25-22 |       |       | 75–0  | 75-65     |
| 14 Set | 18:00 | Chéquia      | 1–3    | ' Polônia' | 23-25 | 25-22 | 29-31 | 18-25 |       | 95–0  | 98-103    |

 Viena
| Data   | Hora  |           | Placar |           | Set 1 | Set 2 | Set 3 | Set 4 | Set 5 | Total | Relatório |
| ------ | ----- | --------- | ------ | --------- | ----- | ----- | ----- | ----- | ----- | ----- | --------- |
| 14 Set | 15:30 | ' França  | 3–1    | Turquia   | 25-19 | 25-23 | 19-25 | 25-21 |       | 94–0  | 94-88     |
| 14 Set | 20:10 | Eslovênia | 2–3    | Finlândia | 18-25 | 25-21 | 23-25 | 25-18 | 12-15 | 103–0 | 103-104   |

### Quartas-de-final
Karlovy Vary
| Data   | Hora  |            | Placar |            | Set 1 | Set 2 | Set 3 | Set 4 | Set 5 | Total | Relatório |
| ------ | ----- | ---------- | ------ | ---------- | ----- | ----- | ----- | ----- | ----- | ----- | --------- |
| 15 Set | 18:00 | ' Rússia ' | 3–1    | Bulgária   | 22-25 | 25-19 | 25-18 | 25-19 |       | 97–0  | 97-81     |
| 15 Set | 15:00 | Eslováquia | 0–3    | ' Polônia' | 23-25 | 17-25 | 19-25 |       |       | 59–0  | 59-75     |

 Viena
| Data   | Hora  |            | Placar |           | Set 1 | Set 2 | Set 3 | Set 4 | Set 5 | Total | Relatório |
| ------ | ----- | ---------- | ------ | --------- | ----- | ----- | ----- | ----- | ----- | ----- | --------- |
| 15 Set | 19:00 | ' Sérvia ' | 3–1    | França    | 32-30 | 25-20 | 23-25 | 26-24 |       | 106–0 | 106-99    |
| 15 Set | 16:00 | ' Itália ' | 3–1    | Finlândia | 25-18 | 25-20 | 29-31 | 25-21 |       | 104–0 | 104-90    |

### Semifinais -Viena
| Data   | Hora  |        | Placar |         | Set 1 | Set 2 | Set 3 | Set 4 | Set 5 | Total | Relatório |
| ------ | ----- | ------ | ------ | ------- | ----- | ----- | ----- | ----- | ----- | ----- | --------- |
| 17 Set | 15:00 | Itália | 3-0    | Polônia | 25-22 | 25-21 | 25-20 |       |       | 75–0  | 75-63     |
| 17 Set | 18:00 | Sérvia | 3-2    | Rússia  | 25-23 | 17-25 | 22-25 | 33-31 | 15-13 | 112–0 | 112-117   |

### Terceiro lugar -Viena
| Data   | Hora  |        | Placar |            | Set 1 | Set 2 | Set 3 | Set 4 | Set 5 | Total | Relatório |
| ------ | ----- | ------ | ------ | ---------- | ----- | ----- | ----- | ----- | ----- | ----- | --------- |
| 18 Set | 15:00 | Rússia | 1–3    | ' Polônia' | 23-25 | 25-18 | 21-25 | 19-25 |       | 88–0  | 88-93     |

### Final -Viena
| Data   | Hora  |            | Placar |        | Set 1 | Set 2 | Set 3 | Set 4 | Set 5 | Total | Relatório |
| ------ | ----- | ---------- | ------ | ------ | ----- | ----- | ----- | ----- | ----- | ----- | --------- |
| 18 Set | 18:00 | ' Sérvia ' | 3–1    | Itália | 17-25 | 25-20 | 25-23 | 26-24 |       | 93–0  |           |

## Classificação final
| Campeão | Vice-campeão | Terceiro lugar |
| SérviaNikola Kovačević · Uroš Kovačević · Vlado Petković · Miloš Terzić · Dragan Stanković · Filip Vujić · Miloš Nikić · Mihajlo Mitić · Milan Rašić · Ivan Miljković · Saša Starović · Alekasandar Atanasijević · Marko Podraščanin · Nikola Rosić · Técnico: Igor Kolaković | ItáliaLuigi Mastrangelo · Simone Parodi · Andrea Bari · Rocco Barone · Michal Lasko · Gabriele Maruotti · Ivan Zaytsev · Dante Boninfante · Cristian Savani · Simone Buti · Dragan Travica · Andrea Giovi · Emanuele Birarelli · Giulio Sabbi · Técnico: Mauro Berruto | PolôniaPiotr Nowakowski · Pawel Zatorski · Piotr Gruszka · Grzegorz Kosok · Karol Klos · Bartosz Kurek · Jakub Jarosz · Mateusz Mika · Fabian Drzyzga · Michal Kubiak · Michal Ruciak · Lukasz Tomasz Zygadlo · Krzysztof Ignaczak · Marcin Mozdzonek · Técnico: Andrea Anastasi |

| 4  | Rússia     |
| 5  | Eslováquia |
| 6  | Bulgária   |
| 7  | França     |
| 8  | Finlândia  |
| 9  | Eslovênia  |
| 10 | Chéquia    |
| 11 | Turquia    |
| 12 | Estônia    |
| 13 | Bélgica    |
| 14 | Portugal   |
| 15 | Alemanha   |
| 16 | Áustria    |

Sérvia e Itália estão classificadas para a Copa do Mundo de 2011.   Juntamente com as duas, Rússia e Eslováquia garantiram suas vagas no Campeonato Europeu de 2013. Como a Polônia é uma das sedes do campeonato de 2013, a Bulgária herdou sua vaga. 

## Prêmios individuais
Jogadores premiados por fundamento:  
| MVP (Most Valuable Player) | Ivan Miljković    | Sérvia  |
| Melhor atacante            | Maxim Mikhaylov   | Rússia  |
| Melhor bloqueio            | Marko Podraščanin | Sérvia  |
| Melhor sacador             | Bartosz Kurek     | Polônia |
| Melhor líbero              | Andrea Bari       | Itália  |
| Melhor levantador          | Dragan Travica    | Itália  |
| Maior pontuador            | Maxim Mikhaylov   | Rússia  |

## Estatísticas por fundamento
As estatísticas levam em consideração a fase qualificatória para o campeonato, a fase final e a divisão de Estados pequenos. Estão listados a seguir apenas os jogadores que participaram da fase final.
| Posição | Jogador             | Pontos |
| ------- | ------------------- | ------ |
| 1       | TUR Serhat Coşkun   | 230    |
| 2       | ITA Cristian Savani | 169    |
| 3       | BEL Gert van Walle  | 168    |
| 4       | FIN Mikko Oivanen   | 157    |
| 5       | SVK Martin Nemec    | 150    |

| Posição | Jogador              | Aproveitamento (%) |
| ------- | -------------------- | ------------------ |
| 1       | GER Stefan Hübner    | 61,04              |
| 2       | ITA Alessandro Fei   | 58,73              |
| 3       | POR João Miguel José | 57,58              |
| 4       | RUS Maxim Mikhaylov  | 55,68              |
| 5       | FRA Samuele Tuia     | 55,56              |

| Posição | Jogador               | Média de pontos por set |
| ------- | --------------------- | ----------------------- |
| 1       | GER Stefan Hübner     | 1,25                    |
| 2       | SVK Tomas Kmet        | 1,11                    |
| 3       | ITA Luigi Mastrangelo | 1,03                    |
| 4       | FIN Konstantin Shumov | 0,97                    |
| 5       | SRB Dragan Stanković  | 0,96                    |

| Posição | Jogador                                | Média de pontos por set |
| ------- | -------------------------------------- | ----------------------- |
| 1       | GER György Grozer                      | 0,80                    |
| 2       | AUT Thomas Zass                        | 0,78                    |
| 3       | SVK Martin Sopko                       | 0,62                    |
| 4       | FRA Romain Vadeleux FRA Earvin Ngapeth | 0,52                    |
| 5       | BEL Frank Depestele                    | 0,45                    |

| Posição | Jogador             | Aproveitamento (%) |
| ------- | ------------------- | ------------------ |
| 1       | RUS Sergey Grankin  | 56,07              |
| 2       | SVK Juraj Zatko     | 55,00              |
| 3       | BEL Frank Depestele | 47,97              |
| 4       | TUR Arslan Ekşi     | 46,53              |
| 5       | BUL Andrey Zhekov   | 45,67              |

| Posição | Jogador            | Aproveitamento (%) |
| ------- | ------------------ | ------------------ |
| 1       | CZE Ondrej Hudecek | 57,14              |
| 2       | POR André Lopes    | 50,00              |
| 3       | BUL Matey Kaziyski | 46,27              |
| 4       | CZE Martin Krystof | 46,07              |
| 5       | CZE Peter Platenik | 43,18              |